# Passé simple (émission de télévision)
Pour les articles homonymes, voir Passé simple.
 (décembre 2021).
Si vous disposez d'ouvrages ou d'articles de référence ou si vous connaissez des sites web de qualité traitant du thème abordé ici, merci de compléter l'article en donnant les références utiles à sa vérifiabilité et en les liant à la section « Notes et références ».
Passé Simple était une émission de télévision hebdomadaire historique présentée par Marielle Fournier et diffusée chaque jeudi sur M6 d'octobre 1994 à août 2001.

## Principe de l'émission
Cette émission retraçait en un peu moins de dix minutes, des événements historiques à partir d'images d'archive et de documents. 
Parmi-eux nous pouvons citer : la Première Guerre mondiale, la révolution de février, le Front populaire, l'Allemagne nazie, l'URSS sous Staline, la Seconde Guerre mondiale, Hiroshima et Nagasaki, le plan Marshall, les Trente Glorieuses, la guerre froide, la crise des missiles de Cuba, la mort de Ché Guevara, la conquête spatiale, la mort de John Fitzgerald Kennedy, la mort de Staline, le mur de Berlin, la guerre d'Algérie, la décolonisation indienne, la Ve République, les émeutes de Soweto, la chute du mur de Berlin, Nelson Mandela libéré, etc. De même, l'émission retraçait la vie civique avec par exemple ces épisodes : les syndicats et l'aide humanitaire.

## Générique
Le générique de l'émission était composé des dates des repères chronologiques et historiques écrits en rouge sur fond noir, qui défilaient en rotation sur elles-mêmes, tour après tour, sur une musique en coup par coup.

### Une phrase culte de l'émission
À la fin de l'émission Passé Simple, Marielle Fournier prononçait une phrase culte : « Au revoir, et à la semaine prochaine ! » ; sur un ton identique à chaque émission.

## Une semaine, un événement...
Chaque semaine, généralement le jeudi vers 20 h 40, Passé Simple retraçait un événement historique du XXe siècle à partir de documents d'archive. Marielle Fournier présentait l'émission de manière attrayante et complète ce qui a valu l'utilisation de cette émission dans le domaine pédagogique (niveau 3e - 2de).